# Ouhoumoudou Mahamadou
Ouhoumoudou Mahamadou, né en 1954, est un homme politique nigérien, membre du Parti nigérien pour la démocratie et le socialisme (PNDS-Tarayya). Il est Premier ministre du 3 avril 2021 au 26 juillet 2023 (pendant 2 ans, 3 mois et 23 jours).
Il sert dans plusieurs gouvernements du Niger comme ministre des Mines, de l'Énergie et de l'Industrie de 1991 à 1993 et en tant que ministre des Finances d'avril 2011 à avril 2012. Il est directeur du cabinet du président Mahamadou Issoufou de 2015 à 2021.

## Biographie
Ouhoumoudou Mahamadou est né en 1954 à Amaloul Nomade, commune d'Affala, dans le département de Tahoua (Niger).
Après ses études primaires à Affala de 1961 à 1967, il est admis au lycée national Issa Korombé de Niamey, qu’il fréquente de 1967 à 1974, et obtient son baccalauréat série C.
Il fait des études universitaires en sciences économiques, gestion et comptabilité à l'université de Lomé au Togo, à l'université du Mans, à l'université de Rennes en France et à l'université du Minnesota aux États-Unis. Il est titulaire d'une maîtrise en sciences économiques, d'un diplôme d'études supérieures en gestion et administration des entreprises, d'un diplôme d'études supérieures comptables et du certificat d'études supérieures en administration publique et analyse des politiques.
Intégré à la fonction publique nigérienne en novembre 1979 avec le grade de directeur administratif, il entame une carrière professionnelle à la direction de tutelle des entreprises publiques et sociétés d'économie mixte du ministère des Affaires économiques, avant de s’orienter vers le management des entreprises parapubliques au niveau exécutif.
Dans le secteur parapublic, il occupe successivement les postes de directeur général de la Société nigérienne du charbon d'Anou Araran Sonichar de 1987 à 1991, directeur général de l'Office des produits vivriers du Niger (OPVN) en 1991, directeur de la Banque internationale pour l'Afrique (BIA Niger) de 2012 à 2015.
Sur le plan politique, Mahamadou Ouhoumoudou est membre du PNDS-Tarraya depuis sa création en 1990 et membre du Comité exécutif national, organe dirigeant du parti, depuis 1991. Il est élu député à l’Assemblée nationale à deux reprises sur la liste du PNDS-Tarraya pour la région de Tahoua en 2011 et 2020.
Il est grand-officier de l'Ordre national du Niger et officier de la Légion d’honneur française.

### Carrière
Dans le gouvernement de transition du Premier ministre Amadou Cheiffou, formé le 7 novembre 1991, Mahamadou est ministre des Mines, de l'Énergie, de l'Industrie et de l'Artisanat. Il est maintenu à son poste lors d'un remaniement ministériel le 31 janvier 1993. Des élections multipartites ont eu lieu en février 1993, mettant fin à la transition. Mahamadou ne faisait pas partie du gouvernement nommé le 23 avril 1993. Il est secrétaire exécutif adjoint de la Communauté économique des États de l'Afrique de l'Ouest (CEDEAO) plus tard dans les années 1990, puis travaille comme représentant régional de Lutheran World Relief pour l'Afrique de l'Ouest.
Alors que le président du PNDS-Tarraya Mahamadou Issoufou remporte l'élection présidentielle de janvier 2011 et prend ses fonctions de président du Niger, Ouhoumoudou Mahamadou est nommé au gouvernement comme ministre des Finances le 21 avril 2011.
Mahamadou est ministre des Finances pendant un peu moins d'un an ; il est démis du gouvernement le 2 avril 2012. Plus tard dans le même mois, il est nommé directeur général de la banque BIA-Niger.
Il est nommé directeur du cabinet du président le 4 juin 2015. Et alors qu'Issoufou a prêté serment pour un second mandat, il conserve Mahamadou à son poste de directeur du cabinet du président le 11 avril 2016.
Le 3 avril 2021, le président Mohamed Bazoum, nouvellement en fonction, le nomme Premier ministre du Niger.
Mahamadou est en Europe au moment du coup d’État nigérien de 2023, au cours duquel le président Mohamed Bazoum est destitué par l’armée. Il reste alors à l'étranger et continue à soutenir le président élu,.